# Unlicense
Unlicenseは、パブリックドメインに非常に近いライセンスであり、著作権法への抵抗に重点を置いている。2010年1月1日（2010年のパブリックドメインの日）に初めて提唱された。Unlicenseはパブリックドメインとして権利を放棄する手段を提供しており、帰属の必要がない非常に緩いライセンスともいえる。2015年にGitHubは、github.com上のライセンスされた全プロジェクト500万弱のうち、2パーセントに当たる約10万のプロジェクトがUnlicenseを採用していると発表した。

## 歴史
2010年1月1日（2010年のパブリックドメインの日）に投稿された文書の中で、Arto Bendikenはパブリックドメインソフトウェアの意義について述べ、（ライセンスの非互換性などの）各ライセンス条項の扱いの不便さ、著作権侵害の問題、著作権法に従うことの不可能性を指摘した。
2010年1月23日にBendikenは追加の投稿をし、SQLiteの権利放棄方式とMIT Licenseの無保証性をベースにUnlicenseを発案したと説明し、ライセンスの各部分の解説をした。
2010年12月の投稿で、Bendikenは「license」と「unlicense」の意味合いをより明確化した。
2011年1月1日、BendikenはUnlicenseの現状と採用例について述べ、「Unlicenseの採用状況を把握するのは難しい」としながらも、「何百ものプロジェクトがUnlicenseを使用している」と証言している。

## ライセンス全文
Unlicenseの全文（原文）を以下に示す。
```
This is free and unencumbered software released into the public domain.

Anyone is free to copy, modify, publish, use, compile, sell, or
distribute this software, either in source code form or as a compiled
binary, for any purpose, commercial or non-commercial, and by any
means.

In jurisdictions that recognize copyright laws, the author or authors
of this software dedicate any and all copyright interest in the
software to the public domain. We make this dedication for the benefit
of the public at large and to the detriment of our heirs and
successors. We intend this dedication to be an overt act of
relinquishment in perpetuity of all present and future rights to this
software under copyright law.

THE SOFTWARE IS PROVIDED "AS IS", WITHOUT WARRANTY OF ANY KIND,
EXPRESS OR IMPLIED, INCLUDING BUT NOT LIMITED TO THE WARRANTIES OF
MERCHANTABILITY, FITNESS FOR A PARTICULAR PURPOSE AND NONINFRINGEMENT.
IN NO EVENT SHALL THE AUTHORS BE LIABLE FOR ANY CLAIM, DAMAGES OR
OTHER LIABILITY, WHETHER IN AN ACTION OF CONTRACT, TORT OR OTHERWISE,
ARISING FROM, OUT OF OR IN CONNECTION WITH THE SOFTWARE OR THE USE OR
OTHER DEALINGS IN THE SOFTWARE.

For more information, please refer to <http://unlicense.org/>

```

## 評価
フリーソフトウェア財団は、「Unlicenseを使ったパブリックドメインの作品またはライセンスはGNU GPLに適合する」としている。しかし、ソフトウェアをパブリックドメインにする際には、Unlicenseの代わりにCC0を使うことを推奨とし、CC0のほうが「より綿密で洗練されている」としている。
Fedora ProjectもCC0の使用を推奨し、「CC0の文書のほうがより包括的である」としている。
2010年12月、クリエイティブ・コモンズの当時の副会長Mike Linksvayerはidenti.caで、Unlicenseの流行について「この流れは好きだ」としている。
Unlicenseには批判もあり、例えばOSIは、Unlicenseを統合性がなく非標準的で、Unlicenseのコードを第三者の資源として扱うのは難しいとし、条文の解釈の余地が多く、一部の法の体系に適合しない可能性があるとしている。
Unlicenseを採用している著名なプロジェクトにyoutube-dlやSecond Realityがある。